# Tidore
Tidore ist eine indonesische Insel der Molukken in der Provinz der Nordmolukken (Maluku Utara). Sie liegt zusammen mit der Insel Ternate westlich von Halmahera in der Molukkensee und wird vom 1730 m hohen Vulkan Keimatubu beherrscht.

## Geographie

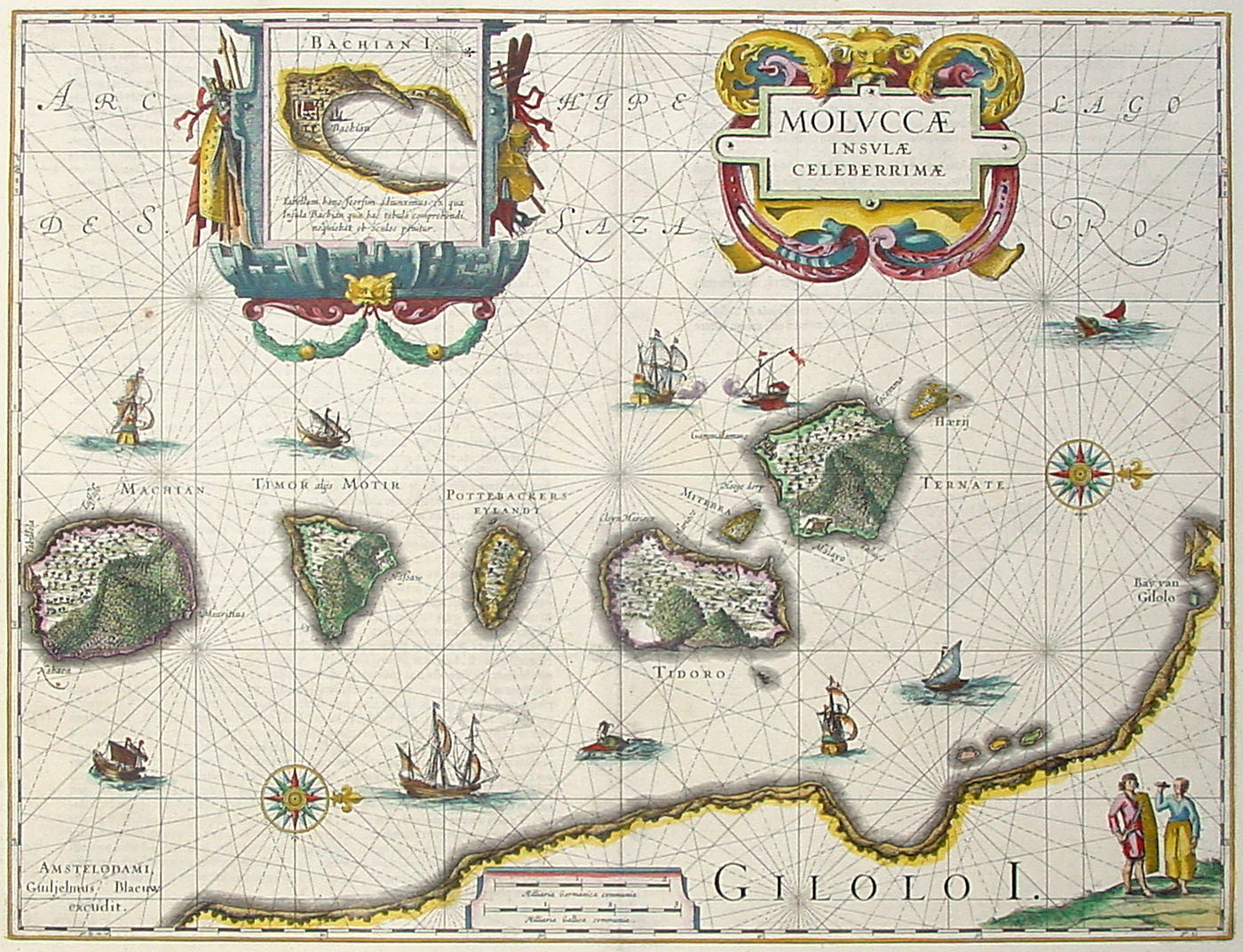
Moluccae Insulae Celeberrimae (um 1630), Tidore und die Gewürzinseln, Karte ist nach Westen ausgerichtet.

Im Südosten der Insel Ternate liegt die 116 Quadratkilometer große Insel Tidore jenseits einer zwei Kilometer breiten Meerenge. Zwischen den Orten Bastiong auf Ternate und Rum im Nordwesten von Tidore verkehren regelmäßig Schnellboote. Die meisten Einwohner leben entlang der Küstenstraße, die von hier bis zu dem im Südosten gelegenen Marktort Soa Siu führt. Eine Straße führt weiter am Osthang des Keimatubu bis zum Ort Gurabunga hinauf. An den unteren Berghängen gedeihen Bananen und Taro, etwas oberhalb folgt ein lichter Waldgürtel, in dem Gewürznelken und Muskatbäume angepflanzt werden. Die Baumgrenze ist etwa 100 Meter unterhalb des Gipfels erreicht. Der Krater des typischen Stratovulkans, der zuletzt 1969 ausbrach, hat etwa 70 Meter Durchmesser. Im Norden liegt dünner besiedeltes Hügelland mit einer flachen Caldera und zwei kleineren Vulkanen.
Die Insel Tidore gehört administrativ zur Stadt (Kota) Tidore-Inseln (Tidore Kepulauan), die direkt der Provinz der Nordmolukken unterstellt ist und zu der auch ein Teil der Westküste von Halmahera gehört. Regierungssitz ist der Ort Soasio.
Die Insel Tidore unterteilt sich in vier Distrikte (Kecamatan). Im Nordwesten liegt Nordtidore (Tidore Utara) mit der vorgelagerten Insel Maitara. Den Nordosten bildet Osttidore (Tidore Timur). Im Südosten befindet sich der Distrikt Tidore mit dem Regierungssitz des Regierungsbezirks Soasio. Zu Südtidore (Tidore Selatan) im Süden gehört auch die Insel Mare.

## Geschichte

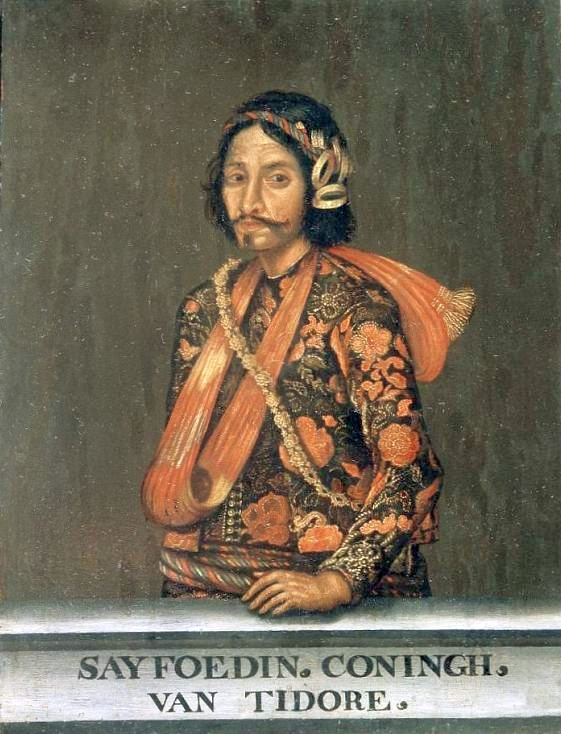
Sultan Saifuddin von Tidore
(r. 1657–1689)

Tidore gründete seinen Reichtum in den auf der Insel wachsenden Gewürzen Gewürznelke und Muskatnuss. Die Insel entwickelte sich im 16. Jahrhundert zu einem bedeutenden Sultanat. Zeitweise herrschten die dortigen Sultane auch über die Inseln Halmahera, Buru, Ambon und den Westen Neuguineas. Ständiger Rivale von Tidore war das Sultanat Ternate. Die ersten Europäer, die auf Tidore landeten, waren 1511 die Portugiesen, die mit der Insel einen der Endpunkte der von ihnen erschlossenen Gewürzroute fanden. Im Zuge der ersten Weltumsegelung erreichte 1522 Juan Sebastián Elcano, der Nachfolger des kurz zuvor getöteten Ferdinand Magellan, die Insel. Er verhandelte mit dem dortigen Sultan über Gewürzlieferungen. 1599 kam die Niederländische Ostindien-Kompanie in der Region an. Das Sultanat Tidore verbündete sich jedoch mit den ebenfalls auf den Molukken aktiven Spaniern und konnte lange seine Unabhängigkeit behaupten, erst 1779 wurde es niederländischer Vasall. Im Zuge des Vierten Englisch-Niederländischen Krieges von 1780 bis 1784 versuchte das Sultanat mit Hilfe der Briten seine Unabhängigkeit zu erlangen. Dieser Versuch scheiterte allerdings und so wurde der Haupträdelsführer Prinz Qadi Abdussalam als Staatsgefangener auf Robben Island in die Kapkolonie deportiert. Abgesehen von einer kurzen britischen Besetzung während der Napoleonischen Kriege blieb Tidore bis zum Zweiten Weltkrieg in niederländischer Hand. Der Besetzung durch die Japaner in diesem Krieg folgte die Einverleibung in den neuen Staat Indonesien.